# ヴォルフガング・イーザー
ヴォルフガング・イーザー（Wolfgang Iser、1926年7月22日 - 2007年1月24日）はドイツの文学研究者、英文学者。受容美学の提唱者。

## 経歴
ドイツの都市マリエンベルクに、パウル・イーザーとエルゼ・（シュタインバッハ・）イーザーの子として生まれる。ライプツィヒ大学とテュービンゲン大学で文学を学び、1950年にハイデルベルク大学から英文学の博士号を取得。博士号取得論文はヘンリー・フィールディングの世界観を論じたものだった。1951年にハイデルベルク大学で私講師を務め、1952年にグラスゴー大学の助講師になり、同時代の哲学・文学の研究を始め、文化間の交流についての関心を強める。
1957年にハイデルベルク大学で大学教授資格を取得。1960年からヴュルツブルク大学の正教授を務める。1963年にケルン大学へ移り、さらに1966年から1991年までコンスタンツ大学で教える。その間、アメリカ、オランダ、イスラエルなど各地の大学に招かれる。また、カリフォルニア大学アーヴァイン校の客員教授でもあった。

## 受容美学
イーザーは文学理論における受容美学（読者反応批評）の提唱者として知られる。この理論が胚胎したのは1967年のことである。当時コンスタンツ大学に勤務していたイーザーは、同僚のロベルト・ヤウスとともに、受容美学のコンスタンツ学派の祖とされている。
読者反応批評の目指すものの多くは、「どのように読者がテクストや作者に接触するのか」を記述することを目的にしているため、解釈学と重なっている。イーザーは最初の読書のプロセスとその後テクストが「全体」へと発展していくさまを描き、「いかにして読者とテクストとの対話が行われるか」を示した。
イーザーの受容美学理論によれば、「文学テクストはそのテクストが読まれるという行為において初めて効果を発揮する」という。この結果、イーザーの理論では、作者やテクストよりも読者が圧倒的に重視される。なぜなら、たしかに作者がテクストを創造するのであるが、読者がいなければテクストはその効果を発揮できないからである。イーザーはこうした読書行為の研究に加えて、ローマン・インガルデンの批判的読解を通じて、テクストの空所の理論や潜在的読者の理論も提唱している。これらの理論においては、テクストとは読者との対話の可能性をつくりだすものである。文学はコミュニケーションなのである。
イーザーは「あらゆる文化は有史以来文学を産み出している」と考え、文学についての特殊な行為とは何かという問いを立てた。1991年の著作『虚構のものと想像のものDas Fiktive und das Imaginäre』は、人類学的定数としての虚構的貧困Fiktionsbedürftigkeitを明らかにしている。

## 著作
- Die Weltanschauung Henry Fieldings (1952)
- Walter Pater. Die Autonomie des Ästhetischen (1960)
- Spensers Arkadien-Fiktion und Geschichte in der englischen Renaissance (1970)
- Die Appellstruktur der Texte. Unbestimmheit als Wirkungsbedingung literarischer Prosa. (1970)
- Der implizite Leser. Kommunikationsformen des Romans von Bunyan bis Beckett (1972)
- Der Implizite Leser - Kommunikationsformen des Romans von Bunyan bis Beckett (1972)
- Der Akt des Lesens. Theorie ästhetischer Wirkung (1976)
  - 轡田收訳『行為としての読書--美的作用の理論』岩波書店、1982 ISBN 4000271334
- Die Artistik des Mißlingens (1979)
- Laurence Sternes "Tristram Shandy". Inszenierte Subjektivität (1987)
- Shakespeares Historien. Genesis und Geltung (1988)
- Prospecting: From Reader Response to Literary Anthropology (1989)
- Das Fiktive und das Imaginäre. Perspektiven literarischer Anthropologie (1991)
  - 『虚構と想像力 :文学の人間学』日中鎮朗,木下直也,越谷直也,市川伸二訳 法政大学出版局 叢書・ウニベルシタス 2007
- The Range of Interpretation (2000) 
  - 伊藤誓訳『解釈の射程--〈空白〉のダイナミクス』法政大学出版局、2006
- 轡田收訳「作品の呼びかけ構造--文学的散文の作用条件としての不確定性」、岩波書店『思想』1972年9月号 - Konstanzer Universitatsreden, 28, 1970.